# Sestao
Sestao ist eine spanische Stadt in der Provinz Bizkaia in der Autonomen Region des Baskenlandes.
Sestao hat 28.228 Einwohner (Stand: 2024). Sestao liegt auf dem linken Ufer der Ría de Bilbao und ist ein Vorort der Stadt Bilbao. Sestao war durch die Altos Hornos de Vizcaya ein bedeutender Stahlindustriestandort.

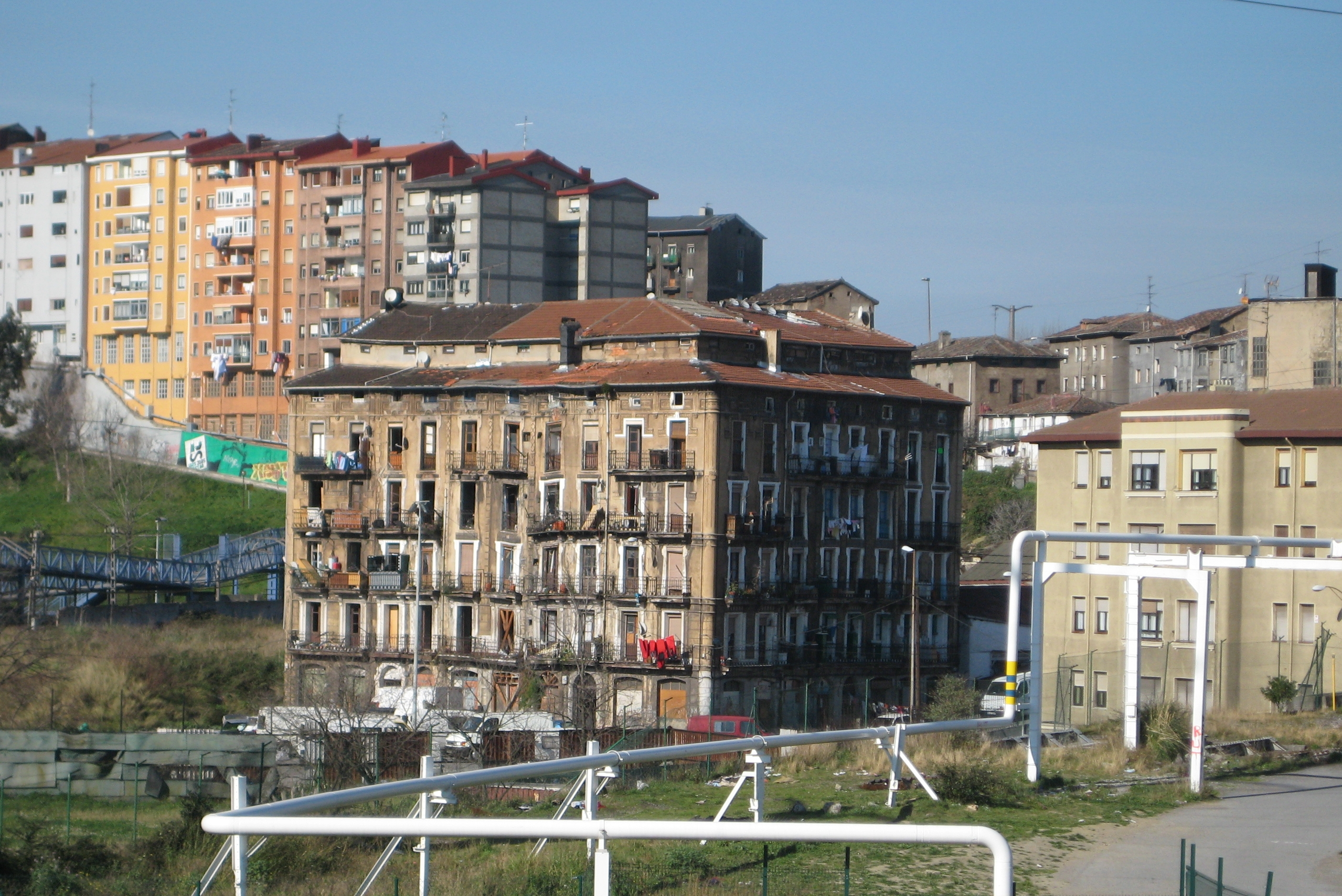
Gebäude in Sestao

## Söhne der Stadt
- José Luis Panizo (1922–1990), Fußballspieler
- Julián Ugarte (1929–1987), Schauspieler
- Félix Ayo (1933–2023), Violinist
- Fidel Uriarte (1945–2016), Fußballspieler
- Unai Núñez (* 1997), Fußballspieler